# کانهایا (فیلم ۱۹۵۹)
کانهایا (به هندی: Kanhaiya) فیلمی محصول سال ۱۹۵۹ و به کارگردانی اوم پراکاش است. در این فیلم بازیگرانی همچون راج کاپور، نوتان، لالیتا پاوار، مادان پوری، اوم پراکاش و نظیر حسین ایفای نقش کرده‌اند.